# Senado de Texas
El Senado de Texas (idioma inglés: Texas Senate) es la cámara alta de la legislatura de Texas en Estados Unidos. El Senado de Texas tiene 31 miembros. En 2008 el presidente esta David Dewhurst y el presidente tempore esta Mario Gallegos.